# لويس دافيلا
لويس دافيلا (بالإسبانية: Luis Dávila)‏ هو ممثل أرجنتيني، ولد في 21 يوليو 1927 في بوينس آيرس في الأرجنتين، وتوفي بنفس المكان في 21 أغسطس 1998 بسبب نوبة قلبية.

## وصلات خارجية
- لويس دافيلا على موقع IMDb (الإنجليزية)
- لويس دافيلا على موقع ألو سيني (الفرنسية)
- لويس دافيلا على موقع أول موفي (الإنجليزية)
- لويس دافيلا على موقع قاعدة بيانات الأفلام السويدية (السويدية)
- لويس دافيلا على موقع قاعدة بيانات الفيلم (الإنجليزية)
- لويس دافيلا على موقع كينوبويسك (الروسية)